# Румънска преходна азбука
Румънската преходна азбука (на румънски: аlfabetul de tranziție) бележи постепенния преход и замяна на румънската кирилица с латиницата. 
Започва да се налага от 1828 г. благодарение граматиките на Йон Елиаде-Радулеску , въпреки че Румънската православна църква продължава да използва румънската кирилица за религиозни цели до 1881 г., т.е. и след обявяване независимостта на Румъния и освобождението на България. Светият синод на Румънската православна църква решава да замени кирилицата с латиница през 1881 г. под светски натиск. 
Преходната азбука започва да се използва след 1840 г., като първо между кирилските букви се въвеждат латински, а после някои кирилски букви се заменят с латински, така че поданиците на Влашко и Молдова да могат да свикнат с тях.  Окончателният прелом е завършен под френско влияние и е резултат от влашката революция (1848) и кримската война с Парижкия мирен договор (1856).
Пълната подмяна на кирилицата с латинската в обединеното княжество Влашко и Молдова е официализирано през 1862 г. от княз Александру Йоан Куза. Преходната и вече латинска азбука става един от символите на румънското единство и национално-буржоазна революция.
В Трансилвания първият румънски вестник „Gazeta de Transilvania“ и неговата литературна добавка „Лист за ум, сърце и литература“ са печатани на кирилица първо. Първият брой на вестника, който се появява на 12 март 1838 г., е написан на кирилица. Първият годишен брой от 2 януари 1852 г. се появява на първата си страница с първата латиносписана статия, озаглавена „Австрийската монархия“. През същата година вестникът започва да списва на латиница първата си страница. От 1 януари 1862 г. „Gazeta de Transilvania“ се списва изцяло на латиница. 